# Julian Bukowski
Julian Bukowski (ur. 29 grudnia 1837 w Krakowie, zm. 17 maja 1904 tamże) – polski ksiądz katolicki, teolog, działacz społeczny, historyk Kościoła.

## Życiorys
Studiował teologię na Uniwersytecie Jagiellońskim. Po przyjęciu w 1862 święceń kapłańskich pracował jako katecheta w szkołach krakowskich. W 1876 został prepozytem kościoła św. Anny w Krakowie. Po uzyskaniu 1878 doktoratu z teologii na Uniwersytecie Lwowskim pracował w kurii krakowskiej, m.in. jako cenzor. Był członkiem komisji historycznej Akademii Umiejętności w Krakowie.
Z jego inicjatywy i przy jego pomocy finansowej stanął w Krakowie dom dla katolickich stowarzyszeń robotników i rękodzielników oraz internat dla uczennic. Był czynny w Arcybractwie Miłosierdzia; 1895 był współorganizatorem I zjazdu katechetów, z którego wydał Pamiętnik (Kraków 1896). Autor Kazań pasyjnych (Kraków 1879, 1922).

## Prace naukowe
- Dzieje reformacyi w Polsce od wejścia jej do Polski aż do jej upadku, tom 1, Kraków 1883[2]
- Dzieje reformacyi w Polsce od wejścia jej do Polski aż do jej upadku, tom 2, Kraków 1886[3]
- Kościół akademicki św. Anny. Monografia historyczna, Kraków 1900[4]